# Conférence de Berlin (11 novembre 1915)
Vous lisez un « bon article » labellisé en 2025.
Pour les articles homonymes, voir Conférence de Berlin (homonymie).
La conférence de Berlin du 11 novembre 1915 est une rencontre gouvernementale germano-austro-hongroise destinée à définir la dévolution de la Pologne russe, alors occupée par le Reich et la double monarchie. Initialement réunis pour traiter les divergences germano-austro-hongroises en Pologne, les participants à la conférence abordent la question du partage des Balkans et le rôle du Reich à l'issue du conflit ; les négociateurs allemands, partisans de la constitution d'une Mitteleuropa sous direction allemande, souhaitent imposer ainsi à leurs homologues austro-hongrois des participations allemandes dans le capital des entreprises d'extraction serbes, ainsi que la mise en place de lignes ferroviaires.

## Contexte

### La Pologne russe, but de guerre allemand et austro-hongrois
Depuis le déclenchement du conflit, le Reich et la double monarchie aspirent à exercer un contrôle direct, politique, économique et militaire, sur la Pologne russe. En effet, depuis la seconde moitié du XIXe siècle, les territoires polonais de l'Empire russe comptent parmi les régions les plus industrialisées et les plus riches de l'Empire russe, et, à ce titre, attisent les convoitises du Reich et de la double monarchie,.
Cependant, la réalité du rapport de forces entre les deux Empires allemand et austro-hongrois oblige la double monarchie à revoir à la baisse ses prétentions et à accepter de voir le Reich occuper une place prépondérante en Pologne.

### Les conquêtes de l'été et de l'automne

Depuis un mois, la Serbie est le théâtre d'opérations conjointes germano-austro-hungaro-bulgares, prélude à l'occupation du royaume par les puissances centrales.

L'année 1915 est marquée par des succès importants pour les puissances centrales, face aux Russes et face aux Serbes.
Au printemps, une offensive conjointe germano-austro-hongroise libère les territoires allemand et austro-hongrois conquis par les Russes depuis le déclenchement du conflit : des districts de Prusse orientale et la Pologne austro-hongroise. Cet important succès permet également aux puissances centrales d'occuper la Pologne russe, les gouvernements de Vilna, de Kovno et de Courlande. À la fin du mois d'août, les positions se figent à nouveau, les troupes des puissances centrales se heurtant à une défensive russe d'autant plus coriace que les unités russes sont positionnées à proximité de leurs bases d'approvisionnement ; cette résistance incite les stratèges des puissances centrales à stopper les opérations de grande ampleur sur le front.
Durant l'automne, la Serbie est conquise et occupée par des unités germano-austro-hongroises venant du Nord du royaume et d'autres, bulgares, surgissant de l'Est, conformément aux clauses du traité d'alliance germano-bulgare signé le 1er septembre 1915. Les opérations conjointes germano-austro-hungaro-bulgares débutent le 14 octobre 1915 ; les unités germano-austro-hongroises venant du Nord et bulgares surgissant de l'Est font leur jonction le 30 octobre 1915 dans le centre de la Serbie. Pour faire face à cette situation, l'armée serbe tente de se maintenir sur le plateau de Kosovo au début du mois de novembre, sans succès,.

### Occupation de la Pologne

Depuis la fin de l'été 1915, le territoire polonais est partagé entre deux administrations militaires, une allemande à Varsovie, une austro-hongroise à Lublin.

Depuis le 10 mai 1915, le Reich et la double monarchie préparent non seulement l'occupation de la Pologne russe, mais aussi son partage.
Le 25 juillet 1915, le chancelier impérial annonce à la tribune du Reichstag la constitution d'un gouvernement général ; le territoire polonais est ainsi promis à être administré par les militaires allemands comme une colonie jusqu'à la fin du conflit.
Les autorités austro-hongroises occupent le sud de la Pologne : un gouverneur général s'installe à Lublin à partir du 1er octobre 1915 ; les autorités austro-hongroises s'attachent à faire de ce territoire occupé une vitrine de la domination autrichienne en Pologne, tentant ainsi de rallier l'ensemble des Polonais à la cause austro-hongroise.
En dépit d'une bonne entente de façade, les deux gouverneurs généraux, représentant les intérêts de leur Empire respectif, ne s'entendent guère. La politique menée par le Reich se trouve rapidement incompatible avec celle menée par la double monarchie, les Polonais exerçant alors une forte influence sur la politique intérieure autrichienne, le « club polonais » constituant même le plus ferme soutien du gouvernement autrichien depuis la mise en place du dualisme austro-hongrois,.

## Participants

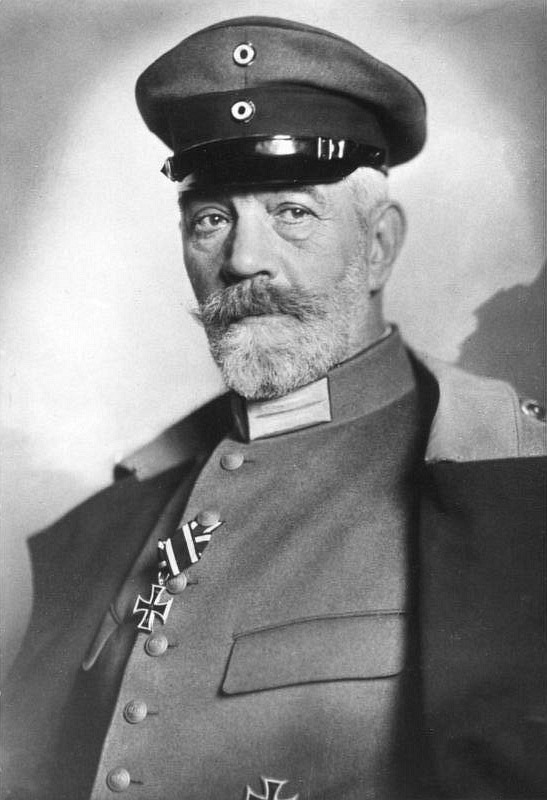
Theobald von Bethmann-Hollweg, ici en 1915, préside la conférence.

Le chancelier impérial, Theobald von Bethmann Hollweg, assure la présidence de la conférence ; le secrétaire d'État aux Affaires étrangères, Gottlieb von Jagow, est le principal négociateur allemand lors de cette conférence.
Stephan Burián von Rajecz, ministre commun des Affaires étrangères, représente les intérêts de la double monarchie lors de cette rencontre gouvernementale ; il est assisté de son chef de cabinet, le baron Leopold von Andrian-Werburg.

## Discussions
Alors que la guerre dure depuis plus d'une année, les hommes d'État allemands et austro-hongrois commencent à avoir des divergences sur la façon de mener la guerre, sur l'opportunité de poursuivre les hostilités et sur leurs buts de guerre respectifs. De plus, originellement destinée à définir le sort de la Pologne occupée depuis l'été précédent, la conférence constitue le prétexte pour évoquer le devenir de la Serbie, alors en pleine déroute, du Monténégro, de plus en plus isolé, et de l'Albanie, promise à une occupation austro-hongroise.

### Pressions allemandes
Le chancelier allemand, à la tête de la principale puissance de la quadruplice, est en mesure de faire pression sur la double monarchie afin d'imposer son point de vue, en Serbie et en Pologne.

La Convention du 6 septembre 1915 a partagé la Serbie en deux zones d'occupation, bulgare et austro-hongroise.

En effet, alors que les opérations en Serbie et en Albanie ne sont pas achevées, des heurts sont déjà recensés entre Bulgares et Austro-Hongrois : en effet, le traité du 6 septembre 1915, conclu entre le Reich, ses alliés austro-hongrois et ottoman d'une part, et la Bulgarie, d'autre part, mentionne un partage de la Serbie entre une zone d'occupation austro-hongroise et une zone d'occupation bulgare, mais ne fixe pas précisément les frontières entre les deux administrations d'occupation. Or le roi Ferdinand, « très porté sur les agrandissements territoriaux », utilise ce flou juridique pour repousser le plus possible la zone d'occupation bulgare en Serbie, en faisant occuper des localités dont la dévolution n'a pas été définie et en demandant au chancelier allemand d'arbitrer ces différends en sa faveur.
Les Balkans ne constituent pas le seul point de divergence entre le Reich et la double monarchie. En effet, la dévolution de la Pologne constitue l'autre point d'achoppement entre les deux alliés. En effet, le territoire du royaume du Congrès est un but de guerre allemand et austro-hongrois, chacun des deux Empires aspirant à son contrôle pour son propre compte. Dans ce différend, les représentants du Reich, forts des succès allemands et du soutien du Reich aux armées austro-hongroises, imposent rapidement à leurs homologues austro-hongrois leurs revendications.

### Constitution de la Mitteleuropa

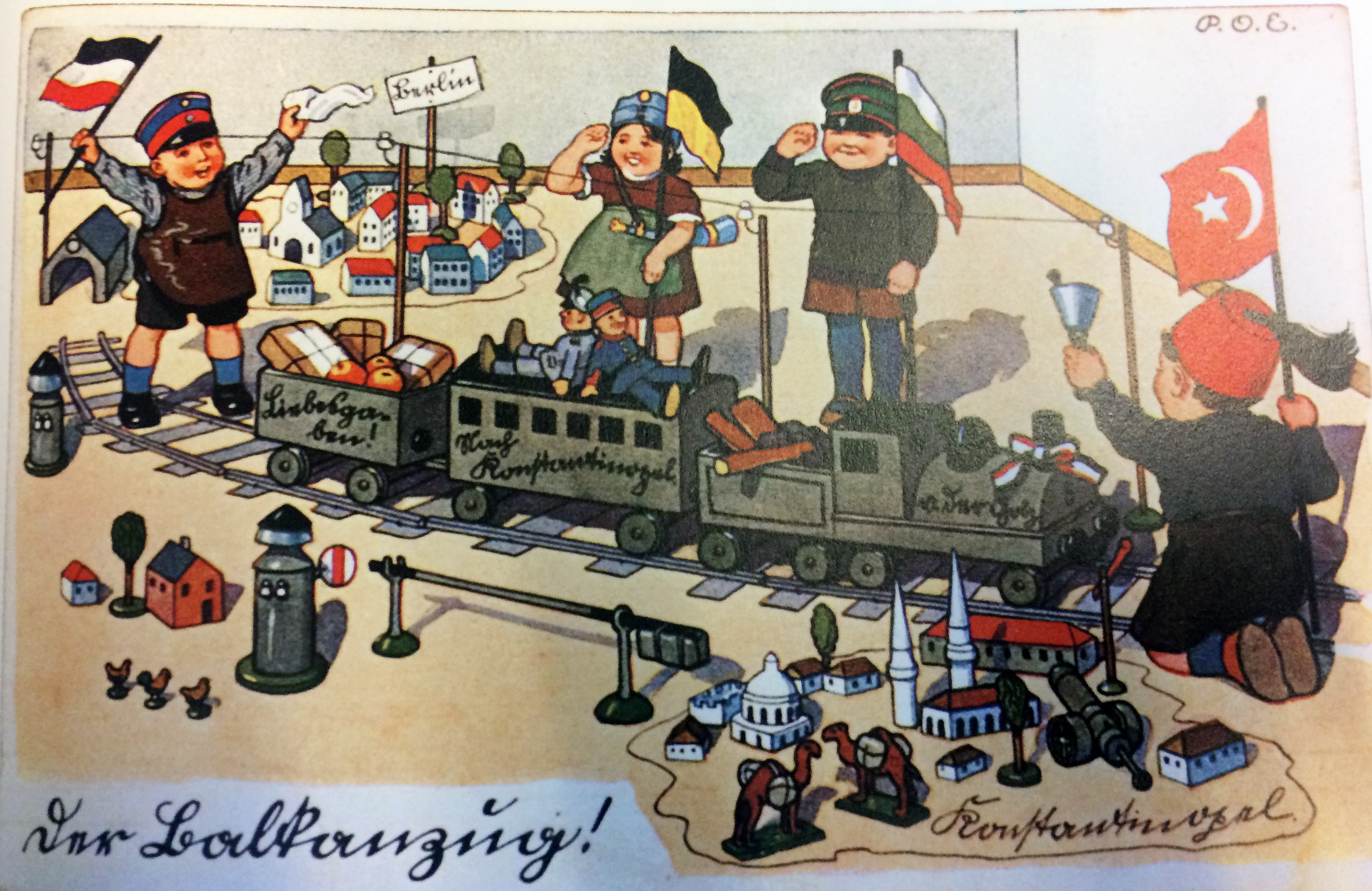
Le Balkanzug, moyen de la constitution de la Mitteleuropa.

Cette conférence permet également aux négociateurs allemands de mettre en avant leur projet d'union douanière à l'échelle du continent.
En effet, alors que la ligne ferroviaire directe est rétablie entre Berlin et Constantinople, les négociateurs allemands envisagent de traduire les liens commerciaux entre le Reich et la double monarchie dans un accord bilatéral, prélude à un accord plus global intégrant la Bulgarie et l'Empire ottoman. Lors de cette conférence sont en effet posées les bases de la circulation d'un train, le Balkanzug, confié à une compagnie ferroviaire alors en cours de constitution, la Mitropa. Le capital de cette compagnie doit être réparti entre les compagnies ferroviaires d'État prussienne, bavaroise, austro-hongroise et bulgare, auquel doit se joindre l'État ottoman.
Les Allemands n'aspirent à aucune prise de contrôle direct de territoires, en Serbie, au Monténégro ou en Albanie ; les négociateurs allemands espèrent apaiser la méfiance austro-hongroise en proposant des accords techniques, par exemple, l'adoption d'une réglementation ferroviaire inspirée de celle en vigueur en Prusse sur le trajet du Balkanzug.
De même, le chancelier impérial défend l'opportunité de la mise en place d'une union douanière avec la double monarchie ; le traité proposé par Theobald von Bethmann Hollweg à Stephan Burián stipule la dénonciation du traité de commerce germano-austro-hongrois et la mise en place progressive d'une union douanière entre les deux Empires.

### Résistances austro-hongroises

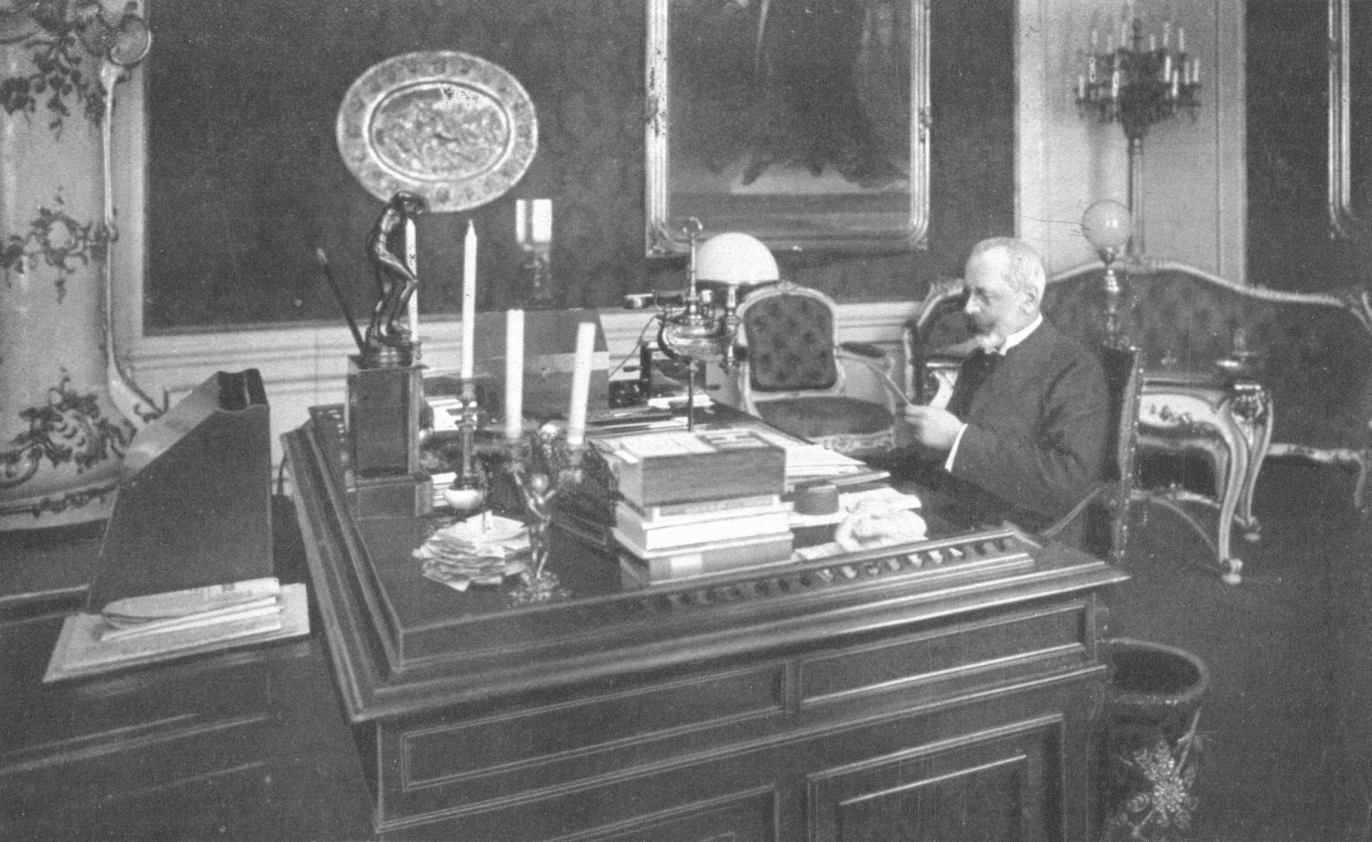
Stephan Burian, ici en 1915 à son bureau, souhaite garantir les intérêts austro-hongrois dans les Balkans.

Placés dans la situation inconfortable de devoir négocier en position de faiblesse, les représentants austro-hongrois tentent de faire valoir leur point de vue. Ils proposent de répartir les conquêtes de l'été et de l'automne en deux sphères d'influence, une allemande et une austro-hongroise.
Cette proposition ne rencontre pas d'opposition de la part du gouvernement allemand, à ce stade du conflit, les Allemands espérant se tailler la part du lion en raison du rôle prépondérant des troupes allemandes dans la campagne en Serbie. Cependant, si le principe est acquis, Burian souhaite voir garantie une zone d'influence austro-hongroise dans les Balkans : appuyé sur le gouvernement hongrois, le Hongrois Stephan Burián von Rajecz, ministre austro-hongrois des Affaires étrangères, aspire à voir la double monarchie se frayer un chemin jusqu'à Salonique, grâce à une politique de contrôle indirect de la Serbie et de la Macédoine grecque, l'une et l'autre liées à la double monarchie par des accords politiques, économiques et techniques de longue durée,.

## Issue
Le procès-verbal de la conférence, rédigé par le directeur de cabinet de Gottlieb von Jagow, fixe les minutes de cette conférence, la première depuis le déclenchement des opérations contre la Serbie et le Monténégro.

### Le Mémorandum du13 novembre
Comme le veut l'usage, le 13 novembre, le chancelier impérial fait remettre au ministre commun des Affaires étrangères un mémoire reprenant non seulement les positions allemandes initialement présentées à Burian, mais aussi les concessions obtenues de ce dernier.
La remise de ce mémoire incite les négociateurs austro-hongrois à reprendre sous la forme d'une note adressée le 24 novembre aux Allemands les réserves exprimées de vive voix lors de la conférence.

### Deux zones d'influence dans les Balkans

La principauté de Serbie en 1817, zone d'extension maximale de la zone d'occupation austro-hongroise.

Les négociateurs allemands et austro-hongrois parviennent cependant à délimiter deux zones d'influence, dans les Balkans et en Pologne, leurs principaux points de désaccords. Dans le cadre de cette conférence, les Allemands aspirent à la mise en place d'un contrôle à distance, ne réclamant aucune occupation pérenne de territoire par des unités impériales.
Alors que les opérations ne sont pas achevées en Serbie, les Austro-Hongrois obtiennent le contrôle de la Serbie dans ses frontières de 1817, du Sandzak, du Monténégro et de l'Albanie,. La Bulgarie se voit dévolue la Macédoine, amoindrie de territoires grecs, conformément aux clauses du traité signé entre la Bulgarie et le Reich le 1er septembre 1915.
Si les négociateurs allemands se montrent désintéressés par le contrôle direct des territoires balkaniques conquis, ils s'appuient sur les accords économiques liant le Reich à la double monarchie d'une part, et ceux liant le Reich à la Bulgarie de l'autre, pour défendre les intérêts allemands dans la zone. Ils s'assurent ainsi une position prépondérante dans la société d'exploitation des mines de cuivre de Bor, en constituant une nouvelle société d'exploitation, à capitaux germano-austro-hungaro-bulgares, dans laquelle les Allemands contrôlent 40 % des parts, les Austro-Hongrois 30 %, le royaume de Serbie reconstitué 20 % et les Bulgares 10 %. Les parts détenues par le gouvernement serbe doivent être placés sous séquestre, pour deux tiers auprès de la Reichsbank, et pour un tiers auprès de la banque centrale austro-hongroise.

### Incertitudes en Pologne
En Pologne occupée, les désaccords germano-austro-hongrois prennent une autre dimension, la Pologne russe constituant un but de guerre allemand et austro-hongrois, chacun des deux Empires aspirant à se réserver une influence prépondérante sur les territoires polonais dévolus à la Russie en 1815.
Le principe d'un partage provisoire de la Pologne en deux zones d'occupation, allemande et austro-hongroise, est néanmoins confirmé par les participants ; les négociateurs s'accordent pour que cette occupation, et ses modalités, perdure jusqu'à la fin du conflit.
Cependant, les négociateurs allemands, appuyés sur la réalité du rapport de forces entre les deux Empires à ce stade du conflit, obtiennent dans la zone austro-hongroise des facilités économiques, notamment la mise en place d'un tarif douanier répondant aux besoins de l'industrie de guerre allemande ainsi que l'adoption d'un règlement ferroviaire reprenant les dispositions en vigueur dans le royaume de Prusse.

### Un accord ambigu

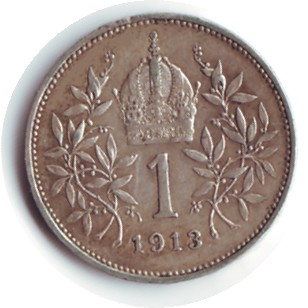
Burian obtient une dévaluation de fait de la couronne austro-hongroise par rapport au Mark allemand.

Si les Allemands parviennent à imposer aux Austro-Hongrois leur vision des relations économiques austro-allemandes, les négociateurs austro-hongrois parviennent à vider de leur contenu certaines dispositions, en les assortissant de clauses plus favorables aux industriels de la double monarchie.
En effet, Burian et ses conseillers obtiennent des Allemands que l'union douanière se double de la révision du taux de change fixe entre le Goldmark et la couronne austro-hongroise : le taux de change obtenu par Burian aboutit à une dévaluation de 15 % de la couronne austro-hongroise par rapport au Mark. Cette clause rencontre l'opposition des milieux économiques allemands, soudain placés en concurrence avec une industrie austro-hongroise rendue plus compétitive.
De même, Burian parvient à imposer en Serbie le maintien des termes de la convention ferroviaire à quatre, y compris pour la circulation du Balkanzug, dont la compagnie exploitante est alors en cours de constitution. En effet, alors que le règlement ferroviaire de cette ligne devait être inspiré du règlement prussien, les négociateurs austro-hongrois, appuyés en sous-main par les Bulgares, parviennent à conditionner l'adoption du règlement prussien à un accord plus général visant à harmoniser les règlements ferroviaires dans l'ensemble des États de la quadruplice et des territoires qu'ils sont appelés à contrôler à la fin de la guerre.